# Stio
Stio – miejscowość i gmina we Włoszech, w regionie Kampania, w prowincji Salerno.
Według danych na rok 2004 gminę zamieszkiwało 1088 osób, 45,3 os./km².

## Historia
Wieś została założona na początku XI wieku. Pochodzenie nazwy jest dyskutowane i przypuszcza się, że może pochodzić od łacińskiego słowa Ostium ("wejście") lub innych.

## Geografia
Położone w środkowej części Cilento i będące częścią parku narodowego, Stio jest miastem położonym na wzgórzu w pobliżu źródeł rzeki Alento i obszaru leśnego Pruno. Gmina graniczy z Campora, Gioi, Laurino, Magliano Vetere i Orria. Liczy jedną wioskę (frazione), czyli wioskę Gorga, oddaloną od niej o 3 km i liczącą 160 mieszkańców. 
Miasto składa się ze średniowiecznego starego miasta i rozciąga się wzdłuż autostrady krajowej SR 488, z dwoma nowszymi obszarami: Via Amendola na zachodzie i Via Mazzini na wschodzie. Górny obszar, nazwany Piano del Rosario i składający się z kilku rozproszonych domów otoczonych lasem, znajduje się nad wioską Gorga.  